# Minamoto no Kintada
Minamoto no Kintada (源 公忠, also 源公忠朝臣), född 889, död 948 var en waka-poet under Heian- perioden. Han utsågs, tillsammans med sin son, Minamoto no Saneakira, till en av Sanjūrokkasen (三十六歌仙, De trettiosex Odödliga Poeterna) av Fujiwara no Kintō, där urvalet gjordes bland poeter under Nara-, Asuka- och Heian-perioderna.
Kintadas dikter finns bevarade i den kejserliga antologin Goshūi Wakashū. En egen diktsamling, Kintadashū finns också bevarad. I Ōkagami, en historisk krönika som över Fujiwara-klanen gyllene era och i Yamato Monogatari, som innehåller korta berättelser om det kejserliga hovet under 800- och 900-talet finns flera anekdoter om Kintada.

## Ett exempel
Ett exempel på Kintadas poesi: 
Omoiyaru
Kokoro wa tsune ni
Kayoedo mo
Ausaka no seki
Koezu mo aru kana
Wakan finns i engelsk översättning, men har inte översatts till svenska:
| ” | I Always the heart I send As my messenger is busy Going back and forth, But one hill it’s yet to cross – The pass to lovers’ meeting. | „ |